# Szkoły KGB w ZSRR
Szkoły KGB w ZSRR – rosyjskie jednostki szkoleniowe Komitetu Bezpieczeństwa Państwowego Związku Radzieckiego (KGB). W ramach KGB funkcjonowało kilkanaście placówek przygotowujących kadry dla organów bezpieczeństwa państwowego ZSRR oraz służb specjalnych państw pozostających w orbicie wpływów ZSRR (w tym Polski):

## Uczelnie
- Instytut Wojskowy KGB (1957–1960);
- Wyższa Szkoła KGB im. F.E. Dzierżyńskiego;
- Wyższa Szkoła Zwiadowcza (od 1968 – Instytut KGB);
- Wyższa Szkoła 8 Zarządu Głównego (od 1960 – 4 fakultet Wyższej Szkoły KGB);
- Instytut Języków Obcych KGB;
- Odznaczony Orderem Czerwonego Sztandaru Instytut KGB
- Odznaczony Orderem Czerwonego Sztandaru Instytut Zwiadu KGB (?);
- Wyższa Dowódcza Szkoła Wojsk Pogranicza im. F. E. Dzierżyńskiego;
- Leningradzka Szkoła KGB im. S.M. Kirowa (1946–1994);
- Wyższa Szkoła Wojskowo-Polityczna Wojsk Pogranicza im. K.J.Woroszyłowa;
- Moskiewska Wyższa Dowódcza Szkoła Wojsk Pogranicza KGB przy Radzie Ministrów ZSRR;
- Wyższa Leningradzka Szkoła Marynarki Wojennej Wojsk Pogranicza (1957–1960);
- Kaliningradzka Wyższa Dowódcza Szkoła Wojsk Pogranicza (1957–1960);
- Bagrationowska Szkoła Wojskowo-Techniczna KGB przy Radzie Ministrów ZSRR (od 1971 – Orłowska Wyższa Wojskowa Szkoła Dowódcza Łączności)

## Szkoły
- Wojskowo-Techniczna Szkoła KGB;
- Szkoły KGB znajdujące się w:
  - Wilnie,
  - Kijowie,
  - Lwowie,
  - Nowosybirsku,
  - Leningradzie,
  - Tbilisi i inne;
- Leningradzka Suworowska Pograniczna Szkoła Wojskowa (1957–1960)
- Charkowska Szkoła Doskonalenia Oficerów Politycznych

## Kursy i ośrodki szkoleniowe
- Wyższe Kursy Przygotowawcze Personelu Operacyjnego KGB Swierdłowsk;
- Wyższe Kursy Przygotowawcze Personelu Kierowniczego i Operacyjnego KGB Nowosybirsk;
- Wyższe Kursy Doskonalące Personelu Kierowniczego i Operacyjnego KGB Ałma-Ata;
- Oficerskie Kursy Doskonalące KGB (КУОС) przy Wyższej Szkole KGB, Bałaszycha (1969 – ?);
- Specjalne Kursy KGB przy Wyższej Szkole KGB
- Wydzielony Ośrodek Szkoleniowy „Proporzec” (ros. «Вымпел») (19 sierpnia 1981 – ?)

Ze względu na brak oficjalnych informacji można jedynie domniemywać, iż takich obiektów było więcej, a wiele z nich funkcjonuje do tej pory.
Używając sformułowania „Wyższa Szkoła KGB ZSRR”, zwłaszcza w odniesieniu do jej absolwentów, najczęściej chodzi o Wyższą Szkołę KGB im. F.E. Dzierżyńskiego – uczelnię istniejącą do dziś pod nazwą: Akademia Federalnej Służby Bezpieczeństwa Federacji Rosyjskiej.